# Gens Porcia

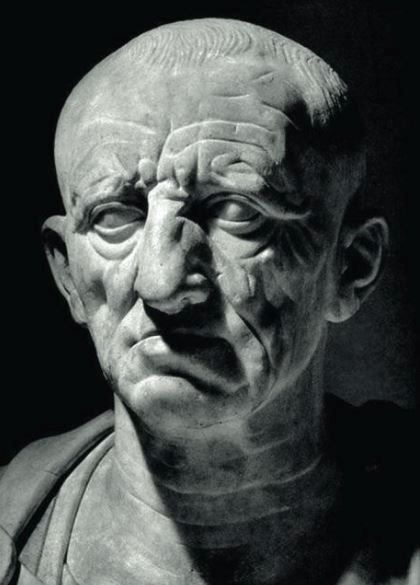
Marco Porcio Catone il Censore

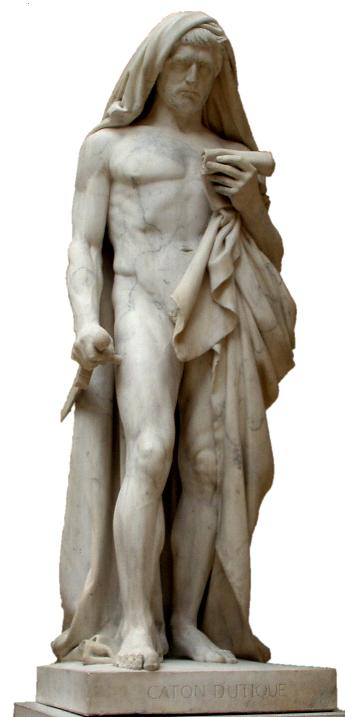
Marco Porcio Catone il Giovane

La gens Porcia (o Porcii) era una famiglia plebea romana originaria di Tusculum. Il loro nomen era Porcius per i maschi, Porcia per le femmine.
Il nome sembra derivasse dalla parola porcus, che in latino significa maiale.
Il membro più noto della famiglia, che fu anche il primo a divenire console nel 195 a.C. fu Marco Porcio Catone, noto anche come Catone il Vecchio (Maior) o Catone il Censore (Censor).
Durante il periodo della repubblica la famiglia era divisa in tre rami che avevano come cognomen Cato, Laeca e Licinus. Durante il periodo imperiale si incontrano altri tre rami con i cognomina Festus, Latro e Septimus.

## Membri illustri

### Ramo Cato
- Marco Porcio Catone, detto Catone il Vecchio, console nel 195 a.C. e censore nel 184 a.C.;
- Marco Porcio Catone Liciniano, figlio di Catone il Vecchio, dalla prima moglie, Licinia, soldato e giurista;
- Marco Porcio Catone, primo figlio di Marco Porcio Catone Liciniano, console nel 118 a.C.;
- Gaio Porcio Catone, secondo figlio di Marco Porcio Catone Liciniano, console nel 114 a.C.;
- Marco Porcio Catone Saloniano, figlio di Catone il Vecchio, dalla seconda moglie, Salonia, pretore;
- Marco Porcio Catone Uticense, detto Catone il Giovane, nipote di Marco Porcio Catone Saloniano, e quindi pronipote di Catone il Vecchio, pretore nel 54 a.C. e senatore;
- Marco Porcio Catone (II), figlio di Catone il Giovane e Atilia, prese parte alla congiura che portò alla uccisione di Giulio Cesare, morì nella battaglia di Filippi nel 42 a.C.;
- Porcia, figlia di Catone il Giovane e Atilia, moglie di Marco Giunio Bruto;
- Lucio Porcio Catone, figlio di M. Porcio Catone Saloniano, console nell 89 a.C., ucciso durante la guerra sociale (91-88 a.C.).

### Ramo Laeca
- Publio Porcio Laeca, tribuno nel 199 a.C., pretore nel 195 a.C.;
- Marco Porcio Laeca, fa coniare un denario nel 125 a.C.
- Marco Porcio Laeca, senatore, membro della congiura di Catilina;

### Ramo Licinus
- Lucio Porcio Licino, console nel 184 a.C.;

### Ramo Festus
- Porcio Festo governatore della Giudea nel 62;

### Ramo Latro
- Marco Porcio Latro, retore al tempo dell'imperatore Augusto.